# Rans S-12 Airaile
Rans S-12 Airaile ist eine Familie von US-amerikanischen einmotorigen Hochdeckern in Pusher-Konfiguration. Konstruiert von Randy Schlitter, wurden sie als Bausatz von Rans Designs hergestellt.
Bis auf die S-12XL Airaile wurde die Produktion der Bausätze im Zuge der Reorganisation von Rans am 1. Juni 2006 eingestellt. Ursprünglich sollte auch die S-12XL Airaile eingestellt werden. Aufgrund großer Nachfrage ist sie aber weiterhin bestellbar.

## Entwicklung und Konstruktion
Die S-12 Airaile wurde von Randy Schlitter konstruiert und im März 1990 vorgestellt. Sie ist ein zweisitziges Ultraleichtflugzeug mit Bugradfahrwerk für den Einsatz in Freizeit und Schulung. 1991 kam die S-14 Airaile als einsitzige Version der S-12 auf den Markt.
Die S-17 Stinger verfügt über Tragflächen, Leitwerk und Heckröhre der S-14, hat aber ein neukonstruiertes Stahlrohrcockpit und ist mit einem Spornradfahrwerk ausgestattet. Damit entspricht sie den US-amerikanischen Vorschriften für Ultraleichtflugzeuge mit offenem Cockpit. Die S-18 Stinger II verwendet Tragflächen, Leitwerk und Heckröhre der S-12, das Stahlrohrcockpit ist allerdings als Tandemsitzer ausgelegt. Außerdem verfügt sie über ein Bugfahrwerk. Sie ist damit als Ultraleichtschulungsflugzeug mit offenem Cockpit konzipiert.
Wie viele Modelle von Rans, besteht die S-12 Familie aus einem geschweißten Stahlrohrcockpit, an das eine Heckröhre aus Aluminium geschraubt ist. Der gesamte Rumpf, die Tragflächen, und das Leitwerk sind mit PET – in einigen Fällen auch mit Stoff – verkleidet. Die Tragflächen bestehen aus Aluminiumrohren und -spanten, verfügen über Klappen und sind falt- oder abnehmbar.
Die aktuelle S-12XL wird in der Standardversion von einem Rotax 503 mit 50 PS (37 kW) angetrieben. Optional kann sie auch mit einem Rotax 582 mit 64 PS (47 kW), einem Rotax 912UL mit 80 PS (59 kW) oder einem Rotax 912UL mit 100 PS (74 kW) bestellt werden.

## Verbreitung
Die Flugzeugfamilie wurde vom Markt sehr gut angenommen. Über eintausend Exemplare wurden ausgeliefert. 1998 schrieb das Kitplanes magazine, die S-14 fühle sich an wie ein kleiner Jet, ließe sich aber landen wie ein Ultraleichtflugzeug.

## Versionen

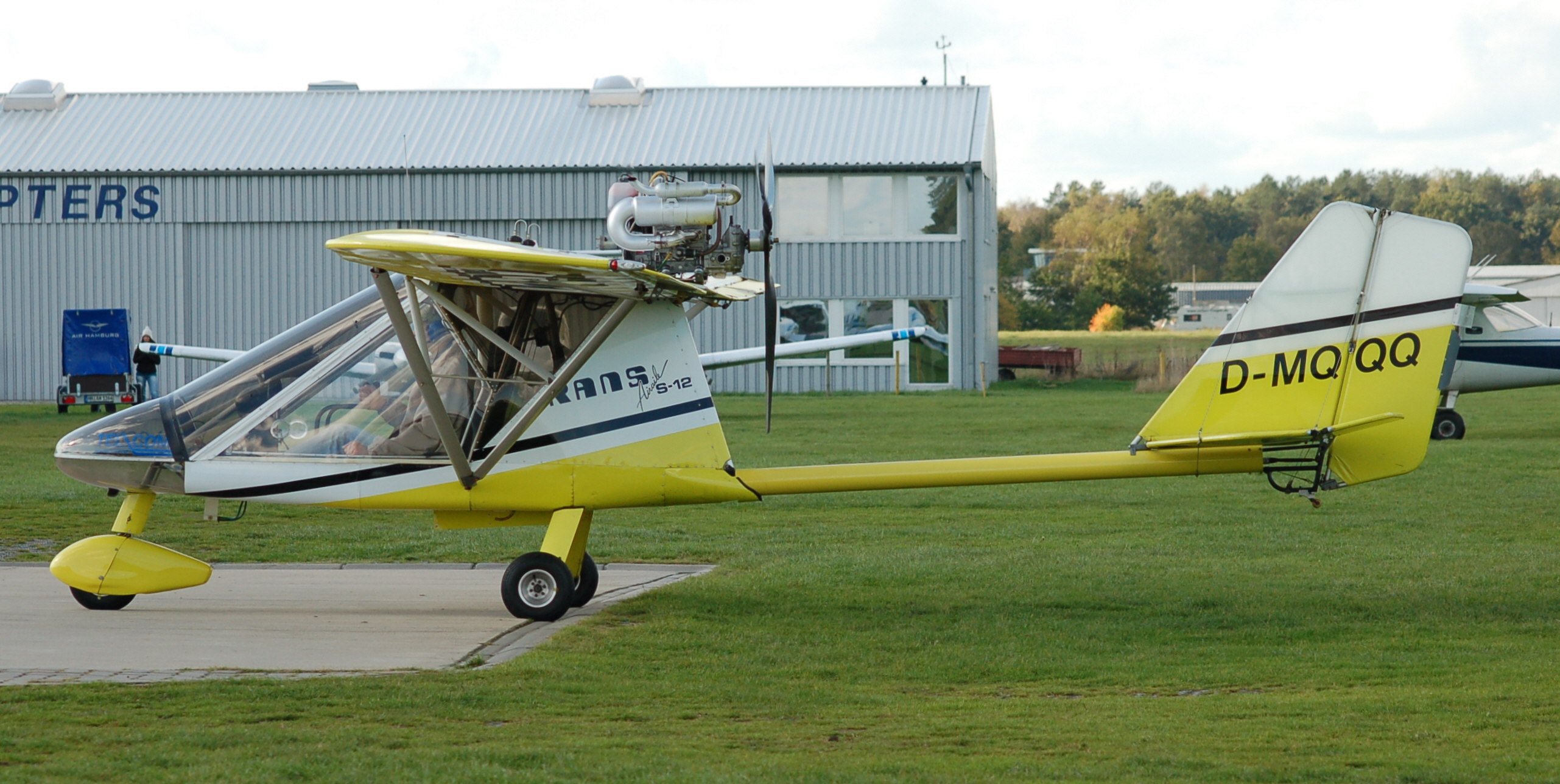
Rans S-12 Airaile

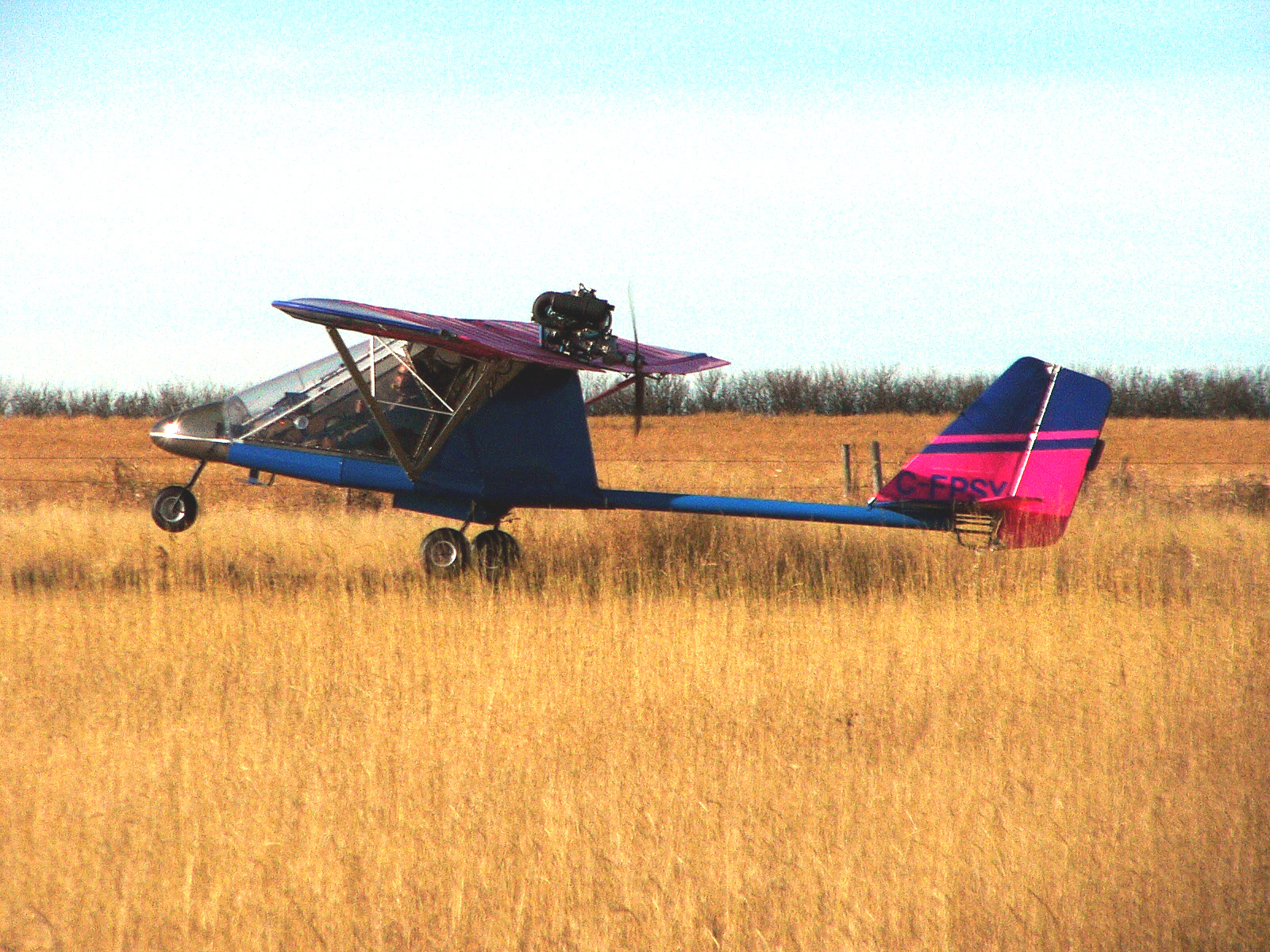
Landung einer Rans S-12

S-12 Airaile
Ursprungsmodell, Produktion eingestellt
S-12S Super Airaile
Baugleich zur S-12XL, aber mit Stoffbespannung, Produktion eingestellt
S-12XL Airaile
Aktuelles Modell mit zwei nebeneinander angeordneten Sitzen und PET-Verkleidung. Eine Cockpitverkleidung ist optional erhältlich. Die geschätzte Baudauer beträgt 175 Personenstunden ohne und 300 Personenstunden mit Verkleidung. Der Standardantrieb ist ein Rotax 503 mit 50 PS (37 kW). Optional kann auch ein Rotax 582 mit 64 PS (47 kW), ein Rotax 912UL mit 80 PS (59 kW) oder ein Rotax 912UL mit 100 PS (74 kW) bestellt werden. Die S-12XL kann mit Schwimmern ausgerüstet werden.
S-14 Airaile
Einsitzige Version der S-12 mit PET-Verkleidung. Standardantrieb Rotax 447 mit 40 PS (29 kW), optional bestellbar mit einem Rotax 503 mit 50 PS (37 kW) oder einem Rotax 582 mit 64 PS (47 kW). Die Bauzeit beträgt 200 Personenstunden inklusive der Cockpitverkleidung. Produktion 2004 nach 125 ausgelieferten Exemplaren eingestellt.
S-17 Stinger
Einsitzig mit offenem Cockpit und Spornradfahrwerk. Standardantrieb Rotax 447 mit 40 PS (29 kW), Rotax 503 mit 50 PS (37 kW) optional. Produktion im Dezember 2004 nach 38 Exemplaren eingestellt.
S-18 Stinger II
Tandemsitzige Schulungsversion mit offenem Cockpit und Bugradfahrwerk. Standardantrieb Rotax 503 mit 50 PS (37 kW). Rotax 582 mit 64 PS (47 kW) oder Rotax 912UL mit 80 PS (59 kW) oder 100 PS (74 kW) optional. Produktion im Dezember 2004 nach 30 Exemplaren eingestellt.

## Technische Daten (S-12XL)

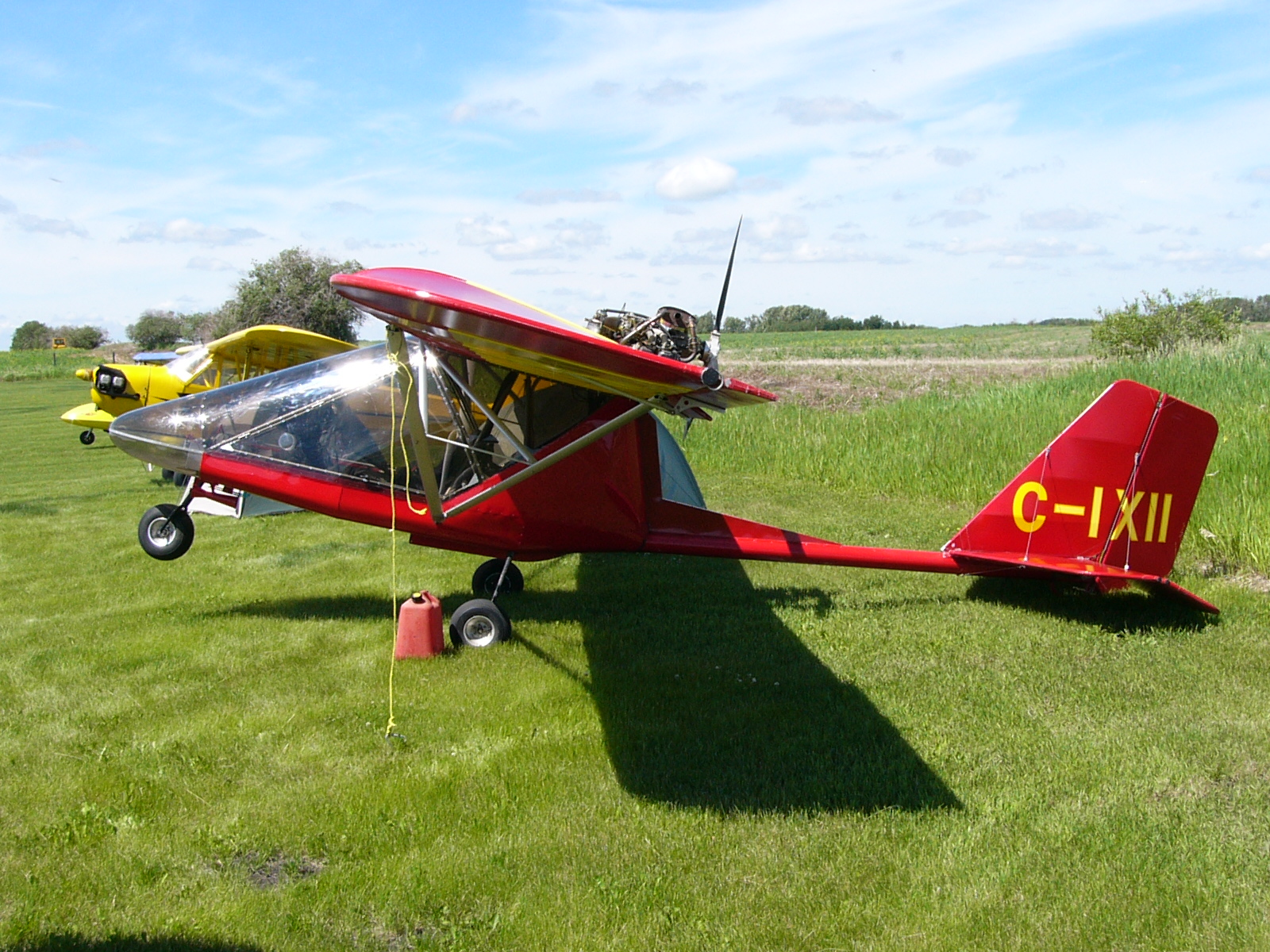
Rans S-12XL Airaile

| Kenngröße             | Daten                       |
| --------------------- | --------------------------- |
| Besatzung             | 1                           |
| Passagiere            | 1                           |
| Länge                 | 6,6 m                       |
| Spannweite            | 9,45 m                      |
| Höhe                  | 2,24 m                      |
| Flügelfläche          | 14,1 m²                     |
| Flügelstreckung       | 6,33                        |
| Gleitzahl             | 7                           |
| Maximale Belastung    | 4 g / -2 g                  |
| Leermasse             | 215 kg                      |
| max. Startmasse       | 442 kg                      |
| Reisegeschwindigkeit  | 65 kn                       |
| Höchstgeschwindigkeit | 87 kn                       |
| Dienstgipfelhöhe      | 14.000 ft (4.267 m)         |
| Reichweite            | 3 Stunden                   |
| Triebwerk             | Rotax 582 mit 64 PS (47 kW) |